# Análisis de costo-beneficio

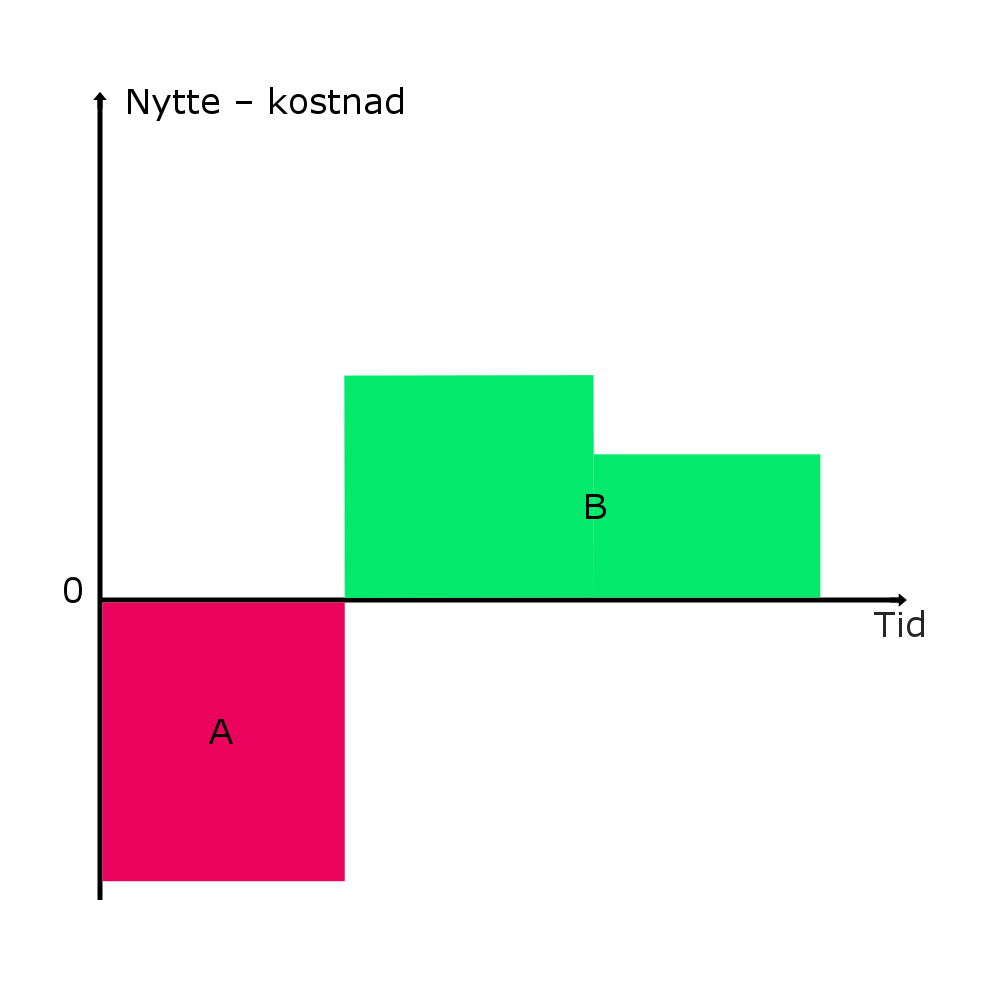
Gráfica de un análisis coste-beneficio.

En análisis de costo-beneficio (ACB) o coste-beneficio es una aproximación sistemática a la estimación de fortalezas y debilidades de alternativas de acción con la finalidad de determinar las opciones de abordaje que ofrecen el mejor beneficio mientras se conservan los recursos, por ejemplo en transacciones, actividades y funciones empresariales. El proceso involucra, ya sea explícita o implícitamente, un peso total de los gastos previstos en contra del total de los beneficios previstos de una o más acciones, con el fin de seleccionar la mejor opción o la más rentable.
El costo-beneficio es una lógica o razonamiento basado en el principio de obtener los mayores y mejores resultados al menor esfuerzo invertido, tanto por eficiencia técnica como por motivación humana. Se supone que todos los hechos y actos pueden evaluarse bajo esta lógica, aquellos dónde los beneficios superan el costo son exitosos, caso contrario fracasan.
Este análisis se puede utilizar para evaluar el retorno del tiempo invertido (ROTI) comparando los beneficios de una actividad con el tiempo y los recursos gastados. Esto ayuda a tomar decisiones informadas sobre si el tiempo dedicado a una actividad particular está justificado por los resultados que produce. Incorporar el ROTI en el análisis de coste-beneficio permite una mejor evaluación de la eficiencia de la inversión de tiempo, conduciendo a una gestión del tiempo más estratégica.

## Coste-beneficio
El análisis de coste-beneficio es una técnica importante dentro del ámbito de la teoría de la decisión. Pretende determinar la conveniencia del proyecto mediante la enumeración y valoración posterior en términos monetarios de todos los costes y beneficios derivados directa e indirectamente de dicho proyecto. Este método se aplica a obras sociales, proyectos colectivos o individuales, empresas privadas, planes de negocios, etc., prestando atención a la importancia y cuantificación de sus consecuencias sociales o económicas.

## Proceso
La siguiente es una lista de pasos que comprenden un análisis genérico de costo-beneficio.
1. Lista las alternativas de proyectos/programas.
2. Listar a las partes
3. Seleccione la/s medida/s y mida todos los elementos de costo/beneficio.
4. Predecir el resultado del costo y los beneficios durante el período pertinente.
5. Convierta todos los costos y beneficios en una moneda común.
6. Aplicar la tasa de descuento.
7. Calcule el valor presente neto de las opciones del proyecto.
8. Realizar análisis de sensibilidad.
9. Adopte la opción recomendada.

## Ejemplos

### Biología evolutiva
El análisis de costo-beneficio se utiliza en la biología evolutiva para evaluar los costos y beneficios de los rasgos. Por ejemplo, un ecologista de comportamiento puede utilizar el enfoque de costo-beneficio para explicar la evolución del juego en el comportamiento de los animales jóvenes. Los costos incluyen el perjuicio y el aumento de la vulnerabilidad de la depredación, mientras que los beneficios pueden incluir la mejora de una determinada habilidad importante en futuros éxitos. Desviaciones de las predicciones basadas en el análisis de costo-beneficio pueden poner de relieve los factores no considerados por el investigador.

### Transportes
El ACB para la inversión en transporte comenzó en el Reino Unido con el proyecto de la Autopista M1 y luego se utilizó para muchos proyectos, incluida la línea Victoria del metro de Londres. El Nuevo Enfoque de Evaluación (NATA) fue introducido más tarde por el Departamento de Transporte, Medio Ambiente y Regiones. Esto presentó resultados equilibrados de costo-beneficio y evaluaciones detalladas del impacto ambiental. La NATA se aplicó por primera vez a los planes de carreteras nacionales en la Revisión de carreteras de 1998 y, posteriormente, se extendió a todos los modos de transporte. Mantenido y desarrollado por el Departamento de Transporte, fue una piedra angular de la evaluación del transporte del Reino Unido en 2011.
En España, el documento Recomendaciones para la evaluación económica, coste-beneficio de estudios y proyectos de carreteras creado en 1990 por el Ministerio de Transportes, Movilidad y Agenda Urbana sirve como guía de apoyo a los ACB en infraestructuras de transporte.
El proyecto HEATCO (Desarrollo de enfoques europeos armonizados para la evaluación de proyectos y costes de transporte) de la Unión Europea, que forma parte del Sexto Programa Marco de la UE, revisó las directrices de evaluación del transporte de los Estados miembros de la UE y encontró importantes diferencias nacionales. HEATCO tenía como objetivo desarrollar directrices para armonizar la práctica de evaluación del transporte en toda la UE.

## Axioma
En la escuela austríaca, existe un axioma de la praxeología similar aunque no idéntico al costo-beneficio. Este dice que la finalidad de toda acción humana voluntaria es "pasar de un estado menos satisfactorio a otro más satisfactorio"...